# I Got The Blues
Pistes de Sticky Fingers
Bitch
(6) Sister Morphine
(8)
I Got the Blues est une chanson du groupe de rock britannique The Rolling Stones parue sur l'album Sticky Fingers le 23 avril 1971.

## Composition
Écrite par Mick Jagger et Keith Richards, I Got the Blues est un slow blues joué en ternaire 6/8. Il présente des guitares langoureuses fortement influencées par le blues et la soul.
Dans sa critique de la chanson, Richie Unterberger compare les Stones à leurs premières influences en disant : « Musicalement, c'est très proche de l'école des ballades lentes de Stax, d'Otis Redding et de quelques autres, avec de la réverbération et des guitares lentes, avec un sensation gospel, avec des cuivres définis et une lente accumulation de tension ». Un point de référence notable est la ballade d'Otis Redding I've Been Loving You Too Long, une chanson que les Stones ont enregistrée en 1965, et est très similaire dans le style et la construction.

## Enregistrement
L'enregistrement de la chanson se déroule entre les mois de mars à mai 1970. Elle se déroule d'abord dans la demeure de Mick Jagger à Stargroves situé à Newbury avec The Rolling Stones Mobile Studio, puis se terminent aux studios Olympic à Londres. I Got the Blues comprend Mick Jagger au chant principal, Keith Richards et Mick Taylor aux guitares, Bill Wyman à la basse, Charlie Watts à la batterie et Billy Preston à l'orgue Hammond. Bobby Keys et Jim Price jouent respectivement du saxophone et de la trompette.

## Personnel
Crédités:
- Mick Jagger: chant
- Keith Richards: guitare acoustique, chœurs
- Mick Taylor: guitare électrique
- Bill Wyman: basse
- Charlie Watts: batterie.
- Billy Preston: orgue
- Jim Price: trompette
- Bobby Keys: saxophone